# مانی این د بنک (۲۰۲۳)
مانی این د بنک (انگلیسی: Money in the Bank) یک رویداد غیر رایگان (Pay-Per-View) در کشتی حرفه‌ای است که توسط کمپانی دبلیودبلیوئی و برای هر دو برند راو و اسمک‌داون تهیه می‌شود و این دوره‌اش هم در ۱ ژوئیه ۲۰۲۳ در مجموعه ورزشی او ۲ آرنا شهر لندن ، در کشور انگلستان برگزار شد. این چهاردهمین دوره از مانی این د بنک از زمان شروع این رویداد در سال ۲۰۱۰ بود. این اولین رویداد مانی این د بنک بود که در خارج از ایالات متحده برگزار شد و همچنین اولین رویداد غیر رایگان (Pay-Per-View) کمپانی دبلیودبلیوئی در لندن بعد از اینسورکشن ۲۰۰۲ بود. 

## زمینه‌سازی
مانی این د بنک شامل مسابقاتی بین دشمنی‌های موجود، ماجراهای پیش آمده و استوری‌هایی خواهد بود که پیش از این در برنامه‌های را و اسمَک‌دَون پخش شده بود. کشتی‌گیرها با توجه به مسابقات یا سری اتفاقاتی که برایشان رخ می‌دهد و تنش را به حداکثر می‌رساند، نقش منفی یا قهرمان به خود می‌گیرند و در این رویداد به مسابقه و رقابت می‌پردازند.

### کودی رودز مقابل دامنیک مستریو
در راو کودی رودز پیش دامنیک آمد و گفت که چون هنوز براک لزنر جواب او را برای ریمچ نداده‌است دامنیک میستریو را برای مسابقه درمانی این د بنک دعوت می‌کند و ناگهان د میز از پشت به کودی حمله کرد و ریا ریپلی و دامنیک درخواست او را قبول کردند.

### ست رالینز و فین بلر
ست رالینز در راو بعد از نایت اف چمپیونز اعلام کرد که هرهفته از کمربند سنگین‌وزن جهانش دفاع می‌کند در اولین دفاع از کمربند در مقابل دیمین پریست دفاع کرد ولی بعد از آن فین بلر او را به مسابقه درمانی این د بنک ۲۰۲۳ برسر کمربند سنگین‌وزن دعوت کرد و ست رالینز پذیرفت.

### بلادلاین در مقابل اوسوز
در «نایت اف چمپیونز» جیمی اوسو با زدن دو سوپرکیک به رومن رینز اعلام کرد که از بلادلاین در مسابقه رومن و سولو در مقابل سمی و کوین بر سر کمربند تگ تیم خارج شده‌ است. در اسمکدان در جشن هزارمین روز قهرمانی رومن رینز اوسو وارد شد بعد از کمی صحبت او رومن را بغل کرد ولی رومن قبول نکرد و از سولو سیکوآ فینشر خورد. در اسمکدان بعد رومن از جی پرسید که طرف کیست که جی با زدن سوپرکیک اعلام کرد با جیمی است و مسابقه آن‌ها درمانی این د بنک ۲۰۲۳ با عنوان جنگ داخلی بلادلاین ثبت شد.

### گانتر و مت ریدل
جدیدترین رقیب گونتر برای دفاع از قهرمانی، مت ریدل خواهد بود. ریدل که با سابقه‌ای درخشان در MMA به WWE آمد، تاکنون جز یک قهرمانی United States، عنوان انفرادی دیگری کسب نکرده‌است. در سمت دیگر، گونتر نیز یکی از رکوردداران حفظ کمربند قهرمانی بین‌قاره‌ای (اینترکانتیننتال) است و خلع سلطنت او، کار آسانی نیست.

## نتایج
| #                                                     | نتایج                                                                                             | نوع مسابقه                                                     | مدت زمان |
| ----------------------------------------------------- | ------------------------------------------------------------------------------------------------- | -------------------------------------------------------------- | -------- |
| ۱                                                     | دیمین پریست پیروز در مقابل شینسوکه ناکامورا، ال ای نایت، سانتوس اسکوبار، بوچ، ریکوشی و لوگان پاول | مسابقه نردبان مانی این د بنک مردان                             | ۲۰:۲۵    |
| ۲                                                     | لیو مورگان و راکل رودریگز پیروز در مقابل راندا روزی و شینا بزلر (c)                               | مسابقه تگ تیم برای قهرمانی کمربند تگ تیم زنان دبلیودبلیوئی     | ۹:۰۰     |
| ۳                                                     | گانتر (c) پیروز در مقابل مت ریدل                                                                  | مسابقه تک نفره برای قهرمانی کمربند بین قاره ای دبلیودبلیوئی    | ۷:۴۵     |
| ۴                                                     | کودی رودز پیروز در مقابل دامینیک میستریو (با همراهی ریا ریپلی)                                    | مسابقه تک نفره                                                 | ۸:۴۰     |
| ۵                                                     | ایو اسکای پیروز در مقابل زلینا وگا، بکی لینچ، زویی استارک، بیلی و تریش استراتوس                   | مسابقه نردبان مانی این د بنک زنان                              | ۱۸:۰۵    |
| ۶                                                     | ست رولینز (c) پیروز در مقابل فین بلر                                                              | مسابقه تک نفره برای قهرمانی کمربند سنگین وزن جهان دبلیودبلیوئی | ۱۲:۳۰    |
| ۷                                                     | د اوسوز (جی و جیمی اوسوز) پیروز در مقابل بلادلاین (رومن رینز و سولو سیکوا) (با همراهی پاول هیمن)  | مسابقه تگ تیم " جنگ داخلی بلادلاین "                           | ۳۲:۱۰    |
| - (c) – نشان‌دهنده قهرمان(هایی) است که به میدان می‌روند |                                                                                                   |                                                                |          |